# Agustín Curima
Agustín Curima (La Plata, Buenos Aires, Argentina, 21 de julio de 1992) es un futbolista argentino. Actualmente está sin equipo.

## Biografía
Nació en Abasto, en la ciudad de La Plata el 21 de julio de 1992 en el seno de una familia humilde y trabajadora. Su madre y su padre, dos grandes pilares de su vida inspiraron a que Agustín se formara como un deportista comprometido, llegando a invertir en él hasta lo último que tenían. 
Desde pequeño sintió una atracción por el fútbol y jugó en clubes de barrio con amigos y familiares, hasta que ingresó en Peñarol de olmos.
Ingresó al Club de Gimnasia y Esgrima La Plata en el año 2006. Allí, debutó en Primera División el 18 de febrero del año 2011, épocas donde gimnasia peleaba el descenso. Llegó a compartir campo con jugadores como Gastón Sessa y Fernando Monetti. En 2012 es fichado por el club Villa San Carlos donde consiguió el ascenso tras consagrarse campeón de la B Metropolitana 2012/13.
En julio de 2014 es fichado por el club Estudiantes de San Luis. Allí se muda con su esposa y su hijo a La Punta (San Luis) el año 2018, cuando abandona el club para incorporarse al plantel del Club Atlético Excursionistas. 

## Caracteriasticas
Se desempeña como externo. Su pierna hábil es la derecha, se destaca por su velocidad y regate.

## Clubes
Actualizado el 16 de diciembre de 2019.
| Club                         | País      | Año         | PJ | Goles |
| ---------------------------- | --------- | ----------- | -- | ----- |
| Gimnasia La Plata            | Argentina | 2011-2012   | 2  | 0     |
| Villa San Carlos             | Argentina | 2012 - 2014 | 20 | 0     |
| Estudiantes de San Luis      | Argentina | 2014 - 2018 | 84 | 6     |
| Club Atlético Excursionistas | Argentina | 2019 - 2021 | 16 | 4     |

## Palmarés
| Título          | Club                 | País      | Año  |
| --------------- | -------------------- | --------- | ---- |
| B Metropolitana | Villa San Carlos     | Argentina | 2013 |
| Federal A 2014  | Sportivo Estudiantes | Argentina | 2014 |